# Wilhelm Schlenk
Wilhelm Johann Schlenk (22. března 1879, Mnichov – 29. dubna 1943, Tübingen) byl německý organický chemik.
Roku 1917 poprvé připravil organolithné sloučeniny. Zabýval se také výzkumem radikálů a karbaniontů. Společně se svým synem objevil rovnovážné děje týkající se organohořečnatých sloučenin.
2 RMgX ⇌ MgX2 + MgR2
Je také známý díky vývoji techniky pro manipulaci s látkami citlivými na vzduch a vlhkost a vývoji Schlenkových baněk.